# 奏 (ライトノベル作家)
奏（かなで）は、日本のライトノベル作家である。

## 概要
ベストアメニティ株式会社の社員としても活動している。TRPGとテレビゲームに影響を受けて小学校5年生のときに執筆活動を始めた。中学生の時にはノートに数多くの小説を執筆していた。2014年から小説投稿サイト「小説家になろう」で投稿を開始した。2018年1月、第2回モーニングスター大賞で『逆鱗のハルト』でファンタジー賞を受賞し、同作でデビューした。好きなテレビゲームとして『ワイルドアームズ』などを挙げている。

## 作品一覧
- 『逆鱗のハルト』シリーズ（イラスト: 吉田エトア、モーニングスターブックス〈新紀元社〉）
  1. 2018年9月21日[5]、ISBN 978-4-7753-1622-1
  2. 2019年3月4日[6]、ISBN 978-4-7753-1662-7
  3. 2019年7月31日[7]、ISBN 978-4-7753-1738-9